# Per Gustaf Wistrand
Per Gustaf Wistrand, namnet stundom skrivet Per Gustaf Vistrand, född 22 april 1852 i Skirö socken, Jönköpings län och död 1912, var en svensk museiman och upptecknare av folkminnen.
Wistrand hade från början för avsikt att studera till läkare, men kom istället att intressera sig för etnologin, och anställdes 1874 vid Nordiska museet, och blev en av Arthur Hazelius närmaste medarbetare. 1906 blev han intendent vid Nordiska museets allmogeavdelning. Bland hans främsta arbeten märks Smålands nation i Uppsala, biografiska och genealogiska anteckningar, 1637–1844, (1894) samt Svenska folkdräkter, kulturhistoriska studier (1907). Han bevarade även folkliga signelser från Småland. Wistrand blev 1911 hedersledamot vid Norra Smålands fornminnesförening.